# Good (Partei)

Logo der Partei

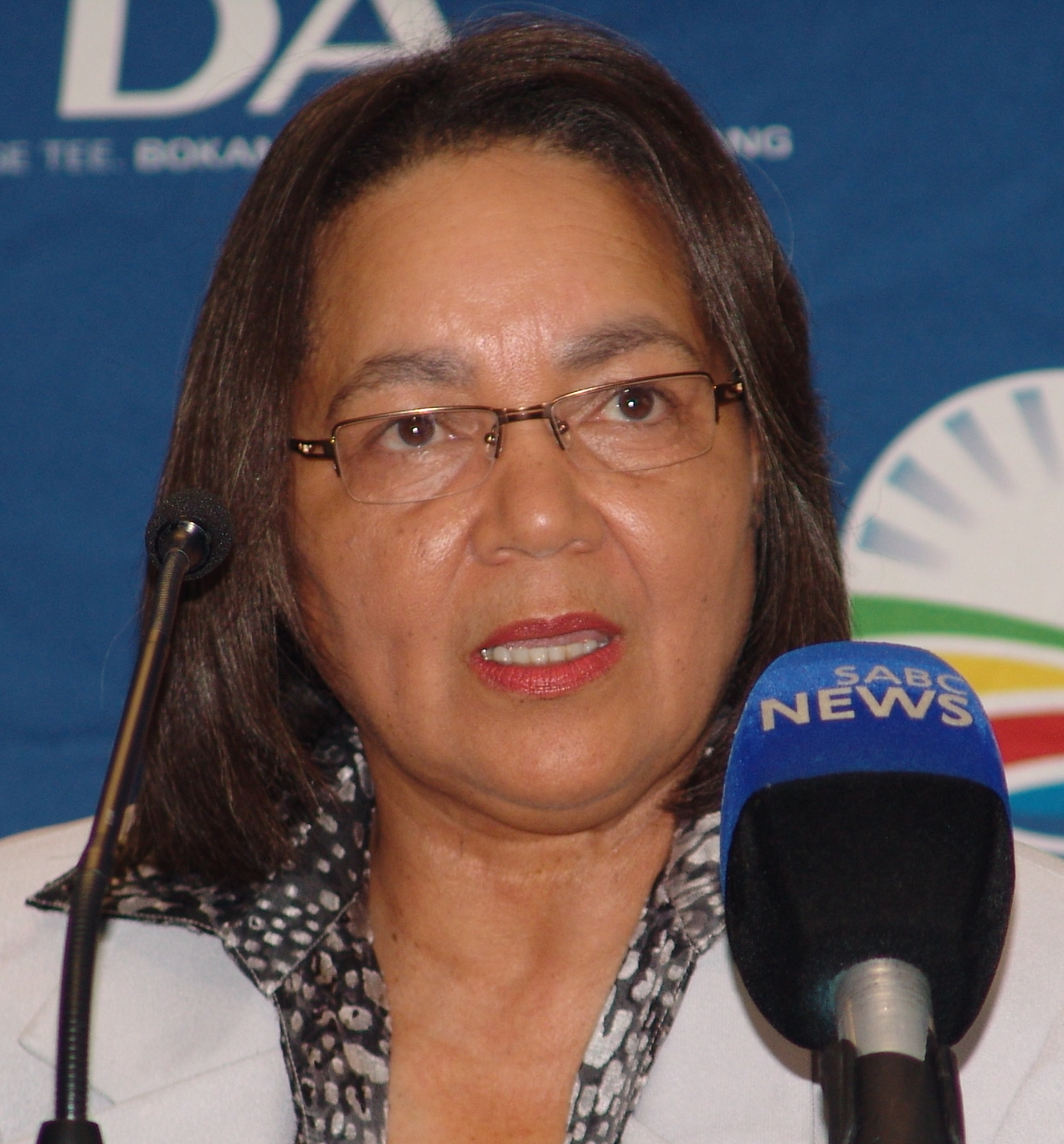
Mitbegründerin der Partei Good, Patricia de Lille (2011)

Good (deutsch: „Gut“) ist eine am 2. Dezember 2018 gegründete politische Partei in Südafrika. Sie wird von Patricia de Lille geführt und nahm erstmals an den Wahlen 2019 teil.

## Geschichte
Patricia de Lille gehörte bis Oktober 2018 der Democratic Alliance (DA) an. Ebensolange amtierte sie als Bürgermeisterin der Metropolgemeinde City of Cape Town. Sie wurde von ihrer eigenen Partei gestürzt, die ihr die Vereitelung von Korruptionsvorwürfen zur Last legte. Mit ihr verließen etliche frühere Mitglieder der 2004 in der DA aufgegangenen Independent Democrats die DA.
Am 18. November 2018 gründeten de Lille und weitere ehemalige DA-Mitglieder die Internetplattform @forgoodza; am 2. Dezember desselben Jahres folgte die Gründung der Partei Good im Johannesburger Stadtteil Houghton Estate. Nach Angaben von de Lille hatte die Partei im Januar fast 60.000 Mitglieder.
De Lille kandidierte bei den Wahlen in Südafrika 2019 für das Amt der Premierministerin der Provinz Westkap. Dort erreichte die Partei mit 3,0 % ihr bestes Provinzergebnis und einen Sitz in der Provinzversammlung. Bei der Wahl zur Nationalversammlung erzielte Good lediglich 0,4 % und damit zwei Mandate. Bei den folgenden Wahlen in Südafrika 2024 gewann die Partei ein Mandat in der Nationalversammlung und erneut ein Mandat in der Provinzversammlung von Westkap.

## Struktur und Programm
Das National Leadership Committee besteht aus 36 Mitgliedern. Im Januar 2019 wurde de Lille als vorläufige Vorsitzende gewählt. Nthabiseng Lephoko war die erste National Chairperson, trat aber bereits im Mai zurück, weil de Lille ein anderes Parteimitglied als Abgeordneten der Nationalversammlung vorgezogen hatte. Brett Herron ist Generalsekretär.
Das Parteiemblem ist ein oranger Kreis mit den schwarzen Versalien „GOOD“; unter den beiden O befinden sich kurze, waagerechte, weiße Balken.
Zu den Programmpunkten von Good gehören
- Verbrechensbekämpfung nach dem Vorbild kolumbianischer Städte
- Freigabe von Grundstücken aus Staatsbesitz für Landlose
- Informelle Siedlungen anerkennen und mit Infrastruktur ausstatten
- Klima für Investitionen schaffen[5]